# (3113) Chizhevskij
(3113) Chizhevskij (1978 RO) – planetoida z grupy pasa głównego asteroid okrążająca Słońce w ciągu 3,78 lat w średniej odległości 2,43 j.a. Odkryta 1 września 1978 roku.